# Be the One (chanson de BoA)
Pour les articles homonymes, voir Be the One.
Singles de BoA
Rock With You
(2003) Quincy/Kono yo no Shirushi
(2004)
Be the one est le 13e single de BoA sorti sous le label Avex Trax le 11 février 2004 au Japon. Il atteint la 15e place du classement de l'Oricon et reste classé 6 semaines pour un total de 24 292 exemplaires vendus. La chanson Be the one se trouve sur l'album Love and Honesty.
Be the one a été utilisé comme thème musical pour le jeu vidéo Samurai Warriors.

## Liste des titres
| 1. | Be the one                              |  |
| 2. | Be the one (K-Muto Groovediggerz Remix) |  |
| 3. | Be the one (Instrumental)               |  |